# マイナー出版社
マイナー出版社（─しゅっぱんしゃ、独:Felix Meiner Verlag）とは、ドイツにおいてDie Philosophische Bibliothek（哲学叢書）と呼ばれている文庫本スタイルの本や専門書・全集・学術雑誌などを発行している出版社である。

## 概要
特に、哲学方面の書籍が充実しており、ドイツ国内のみならず、日本においてもドイツ哲学の原典研究に従事する際には欠かせない存在である。一般的には同じドイツ語の哲学の著作でも色々種類があるので、研究者の間ではここから出版された原典のことを「マイナー版（あるいはビブリオテーク版）」という表現をしたほうが通りがいいことがある。
尚、マイナー(Meiner)とはドイツの人名に由来しており、英語のマイナー(minor、少数派)という意味ではないことには注意が必要である。

## 歴史
マイナー出版の歴史は1868年の『哲学叢書シリーズ』(Die Philosophische Bibliothek)の刊行に始まる。マイナー出版の会社としての創設は1911年にフェリックス・マイナー(Felix Meiner 1883年3月25日 - 1965年7月26日)によってライプツィヒで創業された。
マイナー出版は前述の哲学叢書シリーズの充実をはかり組織化された。ヘーゲルの叢書シリーズの出版をきっかけに、哲学の文庫本（あるいは全集）を普及。第二次世界大戦後1951年にハンブルクに移転。現在はドイツをはじめ西洋哲学の100近くの哲学者から350もの著作を刊行している(ドイツ語圏以外の著作はドイツ語に翻訳されている)。
また、各哲学者のテーマごとの研究雑誌も発刊しており、『カッシーラ研究』(Cassirer-Forschungen)、『カント研究』(Kant-Forschungen)、学術雑誌『ヘーゲル研究』(Hegel-Studien)は各哲学者の研究の議論の場になっている。また、哲学の原典のみならず、哲学研究の専門書、解説書・辞典など二次文献の出版も多く、哲学研究に大いに貢献している。